# Мугинское наречие
Мугинское наречие — наречие севернодаргинского языка, одного из даргинских языков.Традиционно рассматривается как диалект единого даргинского языка. Распространён в трёх сёлах на северо-востоке Акушинского района Дагестана: Муги, Гаджиалалмахи, Шинкбалакада. Численность носителей, проживающих в этих сёлах составляет около 3 тысяч человек, ещё какое-то количество проживает в кутанах на равнине.
Мугинская территория примыкает к самому крупному севернодаргинскому наречию — акушинскому, который активно используется мугинцами в качестве второго языка.
Мугинское наречие является практически неописанным, за исключением краткого очерка в труде Гасановой С. М. 1970 года.
Классификационно мугинский относится к севернодаргинской группе, внутри которой наиболее близок акушинскому наречию и цудахарскому языку, которые образуют более тесное северо-западное единство. Последнее распалось, по данным глоттохронологии, в начале IX века н. э.

## Лексика
Примеры некоторых слов, отличающихся от литературного даргинского:
| мугинский | литературный даргинский | перевод |
| --------- | ----------------------- | ------- |
| арцан     | арцан                   | птица   |
| дирихь    | дирихь                  | облако  |
| ккачча    | хя                      | собака  |
| кӏими     | къуйрухъ                | хвост   |